# Almirante Grau (fútbol)
Almirante Grau fue un club de la Provincia Constitucional del Callao del Perú. Fue uno de los primeros clubes chalacos en practicar el fútbol. Solía jugar en la Pampa de Mar Brava y en el Recreo Chalaco.

## Historia
Es el primer equipo fundado inicialmente por marinos del buque de guerra Almirante Grau. Como muchos clubes de la época, el Almirante Grau se inicia en el fútbol enfrentando equipos conformados principalmente por ingleses, que provenían de las naves de los mismos. Luego compitió con equipos peruanos conformados de las naves peruanas y con los primeros clubes del Callao. Participó en el Campeonato de Fiestas Patrias que organizó la Municipalidad del Callao, en 1903 y 1904. También en el campeonato de clubes del Callao de 1910, llevada a cabo entre octubre y diciembre, en el cual participó los equipos: San Martín del Callao , Morro de Arica , Unión Callao , Sport Bolognesi , Club Albarracín , Callao High School, Atlético Grau N°1 , Leoncio Prado y Atlético Chalaco.
El Almirante Grau, fue un precursor en el nacimiento de la liga porteña. En el año 1912, varios clubes chalacos incluyendo Almirante Grau, se reunieron para fomentar la creación de las liga fútbol del Callao. Sin embargo esta iniciativa se impletentó a partir de los años 20, mediante la Asociación Deportiva Chalaca. Posteriormente durante los años 20, liga fútbol del Callao se integra a la liga peruana de fútbol.

## Rivalidades
Sus principales rivalidades en el primer puerto fueron con: Club Libertad , Morro de Arica , Sport Bolognesi , Atlético Callao , Atlético Chalaco , Club Unión Juvenil , Club Independencia , Leoncio Prado , Atlético Pardo entre otros clubes. Otra rivalidad fue con el Coronel Bolognesi del Callao , equipo conformado por marinos del mismo.

## Uniforme
Evolución Indumentaria.
| Titular 1 | Titular 2 | Titular 3 | Titular 4 | Titular 5 | Titular 6 | Titular 7 | Titular 8 |

## Participaciones
- Campeonato de Fiestas Patrias: 1903 , 1904.
- Campeonato de los clubes de Callao : 1910.

## Amistosos
- Partido en 1909 contra el equipo de la nave Flora.
- Partido en 1909 contra el Atlético Chalaco.